# バミューダショーツ

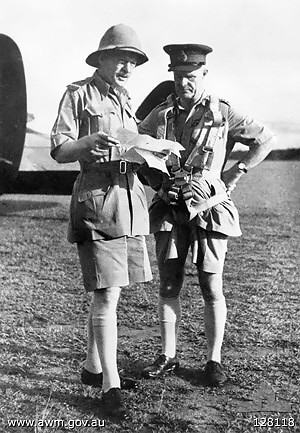
第2次世界大戦中における着用例、グルカ・ショーツ

バミューダショーツ（Bermuda shorts）とは、膝丈前後（4-6分丈前後）でやや細めのズボンである。イギリス領バミューダ諸島で広く着用されることから、この名前が付いた。
膝上までしか丈のない短いズボンとは明確に区別されるが、丈の長さは膝がほぼ隠れるものから腿の中間まで見えるものまで千差万別である。また、腿回りの太さもさまざまである。リゾートファッションとしてのバミューダショーツは1960年代にアメリカ合衆国で流行し、1970年代にはアイビールックやサーファーファッションとともに日本などにも波及した。しかし、流行の収束に伴い、当時と同様のスタイルとしては現在はあまり一般的ではない。
バミューダ諸島においては公式の場（仕事やパーティなど）においても着用が許され、正装と同じ扱いになる。ただし、正装においては脛が隠れるように膝下までの長いバミューダホーズと呼ばれる靴下と組み合わせるのが必須とされている。なお、現地における正装用のバミューダショーツと、現地以外で一般に用いられるリゾートウェア的な短いズボンとしての「バミューダショーツ」とでは、厳密に区別される場合もある。